# Pitthea cryptochroma
Pitthea cryptochroma är en fjärilsart som beskrevs av Walker 1869. Pitthea cryptochroma ingår i släktet Pitthea och familjen mätare. Inga underarter finns listade i Catalogue of Life.